# Baby the Rain Must Fall
Baby the Rain Must Fall is een Amerikaanse dramafilm uit 1965 onder regie van Robert Mulligan. Het scenario is gebaseerd op het toneelstuk The Traveling Lady (1954) van de Amerikaanse auteur Horton Foote.

## Verhaal
Als Henry Thomas vrijgelaten wordt uit de gevangenis, keert hij terug naar zijn vrouw en kind. Hij kan er geen rust vinden. Hulpsheriff Slim wil het gezin bijstaan, maar door zijn opvliegendheid dreigt Henry weer in de cel terecht te komen.

## Rolverdeling
| Acteur               | Personage        |
| -------------------- | ---------------- |
| Lee Remick           | Georgette Thomas |
| Steve McQueen        | Henry Thomas     |
| Don Murray           | Hulpsheriff Slim |
| Paul Fix             | Rechter Ewing    |
| Josephine Hutchinson | Mevrouw Ewing    |
| Ruth White           | Juffrouw Clara   |
| Charles Watts        | Mijnheer Tillman |
| Carol Veazie         | Mevrouw Tillman  |
| Estelle Hemsley      | Catherine        |
| Georgia Simmons      | Kate Dawson      |
| Kimberly Block       | Margaret Rose    |
| Zamah Cunningham     | Mevrouw Smith    |
| George Dunn          | Buffetbediende   |